# Marcelo Álvarez
Marcelo Raúl Álvarez, argentinski tenorist, * 27. februar 1962, Córdoba, Argentina.
Alvarez je svoj mednarodni uspeh dosegel relativno pozno, sredi 1990.ih let. Glasbo je študiral do svojega 17-ega leta, nato pa je študiral ekonomija in postal direktor domačega podjetja s pohištvom. Ker je pogosto prepeval, mu je žena predlagala, naj poje v operi (tedaj mu je bilo 30 let). Imel je več neuspešnih avdicij v teatru Colon v Buenos Airesu. Na eni izmed njih ga je po naključju slišal sloviti pevec Giuseppe di Stefano, ki mu je obetal lepo prihodnost. Kasneje je na njegovo stran stopil tudi Luciano Pavarotti. Alvarez je postal eden najvidnejših tenoristov v svetovnem merilu.